# Xandra Hag
Pour les articles homonymes, voir Hag.
Xandra Hag, de son vrai nom Alexandra Hagner, née le 6 janvier 1970 à Velbert, en Rhénanie-du-Nord-Westphalie, est une chanteuse allemande.

## Biographie
Enfant, elle apprend la danse puis se consacre au sport, au ski acrobatique et à la gymnastique acrobatique. À 15 ans, elle danse dans des troupes de danse jazz et de claquettes. À 16 ans, elle commence à chanter. En 1988 et 1989, elle apparaît dans des spectacles de danse et de chant et participe à des concours de jeunes talents. En 1990, elle est découverte par le producteur et auteur-compositeur Klaus Pelizaeus qui lui donne sa première chanson qui passe à la radio. Avec sa deuxième chanson, elle apparaît dans les émissions Aktuelle Schaubude et ZDF-Fernsehgarten. Elle sort son premier album en 2000.
Xandra Hag a travaillé et travaille avec les compositeurs Tomas Sniadowski, Klaus Pelizaeus, Willy Klüter, Uwe Haselsteiner, Heiko Schneider, Ali Menke et les auteurs Klaus Pelizaeus, Heike Fransecky, Tobias Reitz, Edith Jeske, Franziska Menke et Andreas Zaron.

## Source de la traduction
- (de) Cet article est partiellement ou en totalité issu de l’article de Wikipédia en allemand intitulé « Xandra Hag » (voir la liste des auteurs).